# Милош Лазаров
Милош Лазаров (Љубљана, 7. јун 1986) је српски глумац и књижевник.

## Биографија
Рођен је 7. јуна 1986. у Љубљани, одрастао је и живи у Панчеву. Дипломирао је глуму на Академији уметности Алфа БК универзитета у класи професора Небојше Дугалића 2017. године, са представом Галеб у Атељеу 212, и српски језик и књижевност на Филолошком факултету Универзитета у Београду. Ради као ванредни професор глуме и вокала у Балетској школи „Лујо Давичо”. Глумио је у представама Лет изнад кукавичјег гнезда 2005, Кад су цветале тикве 2014, Тероризам 2016, Зојкин стан 2017. и Неугодност 2018. у Београдском драмском позоришту, Шкрти берберин 2016. и Швејк 2024. у Културном центру Панчево, Рибарске свађе 2018. у Позоришту лутака „Пинокио”, Кад би Сомбор био Холивуд 2018, Семпер Идем и Кисеоник 2019. у Народном позоришту у Сомбору, Уредник 2020. у Рефлектор театру, Аладин и чаробна лампа, Царево ново одело и Лаза, материна маза у Пан театру и другим. Био је водитељ програма трећег Панчево филм фестивала 2016. године. Глумио је у филму Маске међу нама 2017, другој сезони серије Ургентни центар, првој сезони Државног службеника и другој сезони Сенке над Балканом. Добитник је награде Фестивала Teatralny koufar у Минску за најбољу мушку улогу за лика Бориса Алексејевича Тригорина у представи „Галеб” 2018. године.